# Großostasiatische Wohlstandssphäre

Großostasiatische Wohlstandssphäre (größte Ausdehnung)

Großostasiatische Wohlstandssphäre (ohne Thailand), 1942

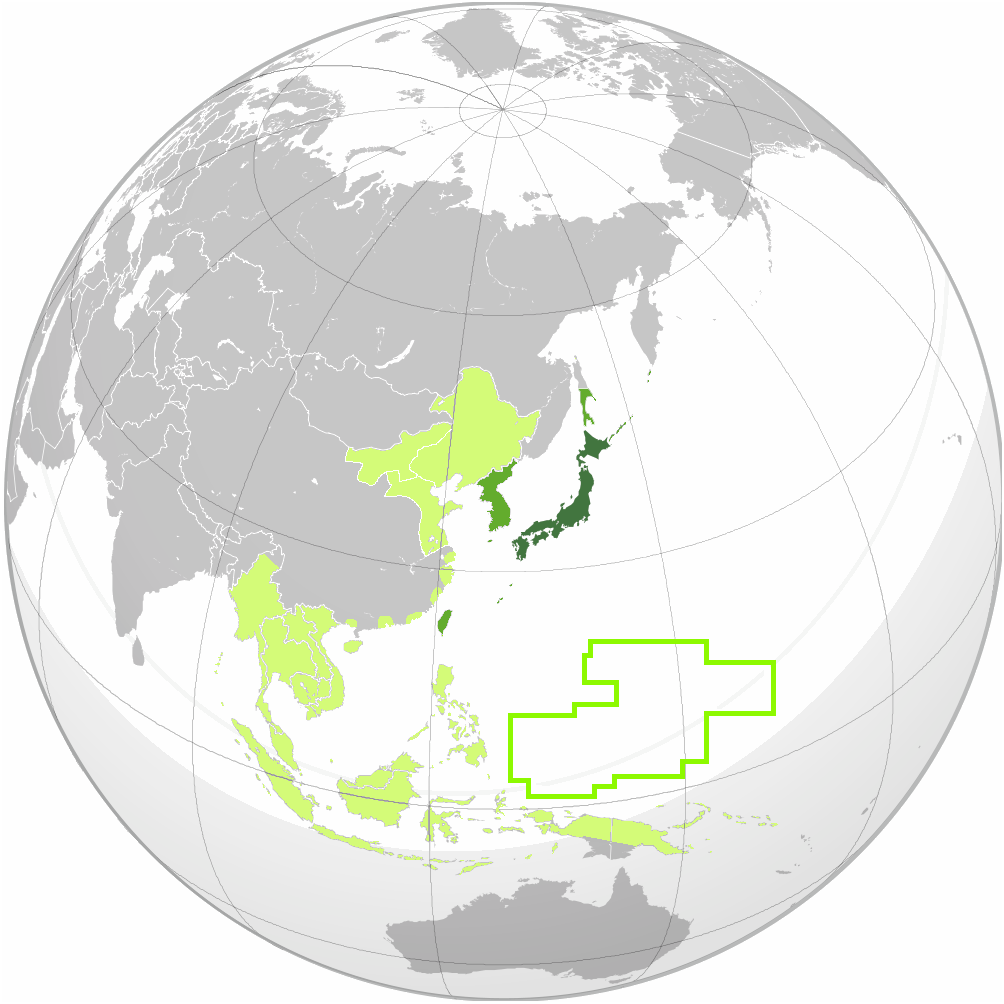

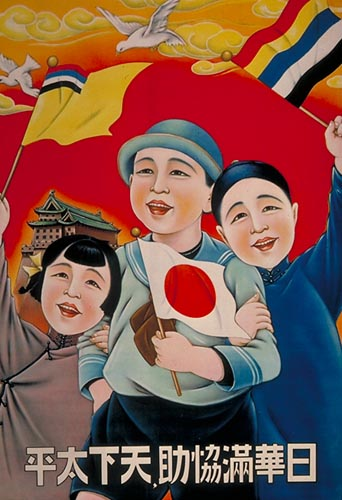
Ein Plakat aus Mandschukuo zeigt Harmonie zwischen Japanern, Chinesen und Mandschu. Die Überschrift lautet: „Mit der Hilfe Japans, Chinas und Mandschukuos kann die Welt Frieden finden.“ Die Person rechts, die China repräsentiert, hält die Flagge der „Fünf Rassen unter einer Union“ (1935)

Großostasiatische Wohlstandssphäre (jap. 大東亜共栄圏, daitōa kyōeiken) war der euphemistische Name für ein von Militär und Regierung des Japanischen Kaiserreichs begründetes Konzept, um einen „Block von asiatischen Nationen, geleitet von Japanern und frei von westlichen Einflüssen“ zu schaffen. Es bestand von 1937 bis zur bedingungslosen Kapitulation Japans 1945.

## Mitgliederstaaten
- Kaiserreich Japan
- Thailand
- Mandschukuo
- Mengjiang
- Neuorganisierte Regierung der Republik China
- Azad Hind
- Ost-Hopei
- Staat Birma
- Regierung von Laos
- Kambodscha unter japanischer Besatzung
- Kaiserreich Vietnam (1945)
- Zweite Philippinische Republik

## Ziele
Das Konzept wurde von Premierminister Konoe Fumimaro initiiert, um ein Groß-Ostasien, bestehend aus China, Japan, Mandschukuo und Teilen Südostasiens, zu schaffen. Dieses würde, so die japanische Propaganda, ein neues internationales System aufbauen, in dem die asiatischen Mitgliedsstaaten nach „gemeinsamem Wohlstand“ streben und den zugehörigen Frieden teilen würden, frei vom westlichen Kolonialismus und Vorherrschaft. Militärische Ziele dieser Expansion beinhalteten Seeoperationen im Indischen Ozean und die Isolation Australiens.
Dieser war einer von vielen Plänen, der als Rechtfertigung der japanischen Aggressionen in Ostasien in den 1930er Jahren bis zum Ende des Zweiten Weltkriegs dienten. Der Name „Großostasiatische Wohlstandssphäre“ wird heute weitgehend als Wortfassade für eine Kontrolle des Japanischen Kaiserreichs über die während des Zweiten Weltkriegs besetzten Länder wahrgenommen, in denen Marionettenregierungen, die örtlichen Bevölkerungen und deren Wirtschaft dem Japanischen Kaiserreich zum Vorteil gereichen sollten.
Japans Versuche der Machtausdehnung durch Einsetzung finanzieller Mittel, auch „Yen-Diplomatie“ oder „Yen-Block“ genannt, wurde gegenüber offiziellen und halb-offiziellen Kolonien angewandt. Im Zeitraum zwischen 1895, als Taiwan annektiert wurde, und 1937, als der Zweite Japanisch-Chinesische Krieg ausbrach, initiierten und leiteten Geldspezialisten in Tokio Programme für finanzielle Reformen in Taiwan, Korea, der Mandschurei und den äußeren japanisch kontrollierten Inseln im Pazifik. Ziel der Reformen war der Aufbau eines Netzwerkes von miteinander verbundenen politischen und ökonomischen Beziehungen. Diese Leistung endete mit dem Zusammenbruch der Großostasiatischen Wohlstandssphäre.
Die negative Konnotation, die viele Menschen mit dem Ausdruck „Groß-Ostasien“ (大東亜, daitōa) verbinden, ist immer noch eine von vielen Schwierigkeiten, welche die seit 2005 stattfindenden jährlichen Ostasiatischen Gipfeltreffen behindern, bei denen die Möglichkeit der Errichtung einer stärkeren und  besser abgestimmten Ostasiatischen Gemeinschaft diskutiert wird.

## Geschichte
Während des Zweiten Weltkriegs wurden viele von Japan besetzte Länder von Marionettenregierungen regiert, die örtliche Bevölkerungen beeinflussten und ihre Wirtschaft, gestützt durch dieses oben erwähnte Konzept eines vereinten Asiens zum Vorteil des Japanischen Kaiserreiches zur Verfügung stellten. Es war ein Konzept der Kaiserlich Japanischen Armee, erdacht von General Arita Hachirō, der zu dieser Zeit Außenminister und ein Armee-Ideologe war. „Groß-Ostasien“ war eine (im besetzten Nach-Kriegs-Japan verbotene) japanische Bezeichnung, die sich auf den Fernen Osten bezog.
Die Idee einer gemeinsamen Wohlstandssphäre wurde offiziell am 1. August 1940 von Außenminister Matsuoka Yōsuke in einem Presseinterview verkündet, bestand jedoch bereits in verschiedenen Formen seit einigen Jahren. Führende Personen in Japan waren seit langer Zeit an dieser Idee interessiert, vorgeblich um Asien vom Imperialismus befreien zu können, praktisch um den japanischen Machtbereich ausdehnen zu können und ein Imperium nach europäischem Vorbild zu schaffen.
Als Teil seiner Kriegskampagne beinhaltete die Propaganda des Japanischen Kaiserreichs Phrasen wie „Asien den Asiaten!“ und man sprach über die empfundene Notwendigkeit, die asiatischen Länder von den imperialistischen Mächten zu befreien. In einigen Fällen wurden sie von seinen Nachbarländern begrüßt, als sie in diese vordrangen und die Briten und Franzosen und andere Regierungen und Militärmächte vertrieben. Dennoch führte im Allgemeinen die nachfolgende Brutalität und der Rassismus der Japaner zur Betrachtungsweise, diese als gleich schlimm oder, häufiger noch, schlimmer als diejenige der westlichen Imperialisten anzusehen.
Aus japanischer Sicht war der Hauptgrund hinter der Etablierung der Großostasiatischen Wohlstandssphäre der gleiche, weswegen Japan den Krieg mit den Vereinigten Staaten begonnen hatte: Der chinesische Markt. Japan wollte die „wichtigste Beziehung“ in den chinesischen Markt hinein haben, anerkannt durch die US-Regierung. Die USA sah den Reichtum dieser Märkte und weigerte sich, den Japanern einen Vorteil bei deren Verteilung einzuräumen. Daher, in dem Versuch, einen formalen Vorteil für Japan über die chinesischen Märkte zu erlangen, ließ die kaiserliche Regierung China angreifen und die Großostasiatische Wohlstandssphäre ausrufen.
Wäre Japan mit der Bildung dieser Sphäre erfolgreich geworden, so Außenminister Tōgō Shigenori, wäre es als führende Nation im östlichen Asien hervorgetreten und die Großostasiatische Wohlstandssphäre wäre ein anderer Name für das Kaiserreich Japan geworden. Die Untersuchung der weltweiten Politik, welches die Yamato-Rasse als Kern zeigt, ein 1943 fertiggestelltes geheimes Regierungsdokument, sagt ausdrücklich, dass die Japaner auserwählt gegenüber anderen asiatischen Rassen sind und gibt Hinweis darauf, dass die Sphäre lediglich für die Propaganda geplant war, um die Vorherrschaft Japans über Asien als wahre Absicht zu verstecken. Die Großostasiatische Wohlstandssphäre kollabierte mit der bedingungslosen Kapitulation Japans 1945.

## Gründe für das Scheitern der Großostasiatischen Wohlstandssphäre
Obwohl Japan erfolgreich in der Erzeugung anti-westlicher Gefühle in Asien war, führte die Sphäre nie zu einem vereinten Asien. Ba Maw, Präsident von Myanmar während der Kriegszeit unter den Japanern, behauptet, dass dies auf das Wirken des japanischen Militärs zurückzuführen sei:
Die militärischen Vertreter sahen alles nur in einer japanischen Sichtweise und bestanden darauf, dass alle anderen, mit denen sie Umgang hatten, dies auch taten. Für sie gab es nur einen Weg, eine Sache anzupacken: den japanischen Weg; nur ein Ziel und Interesse: die japanischen Interessen; nur eine Bestimmung für die ostasiatischen Länder: sie zu vielen Mandschukuos oder Koreas werden zu lassen, für immer gebunden an Japan. Diese rassistische Durchsetzung […] machte jedes echte Verständnis zwischen den japanischen Militärvertretern und den Leuten unserer Region praktisch unmöglich.
In anderen Worten wurde die Großostasiatische Wohlstandssphäre nicht zur Förderung aller ostasiatischen Länder geschaffen, sondern vielmehr für die Eigeninteressen Japans. Deswegen konnte sie keine Unterstützung in anderen ostasiatischen Ländern erhalten. Nationalbewegungen traten in diesen Ländern durchaus auf und die dortigen Nationalisten arbeiteten bis zu einem gewissen Grade mit den Japanern zusammen. Jedoch behauptet Willard Elbree, emeritierter Professor für Politikwissenschaft an der Ohio University, dass sich zwischen der japanischen Regierung und den Nationalistenanführern nie „eine echte Einigkeit an Interessen zwischen den beiden Parteien“ entwickelte und dass es keine überwältigende Verzweiflung der Asiaten in dieser Hinsicht bezüglich Japans Niederlage gab.
Das Scheitern Japans, die Ziele und Interessen der anderen an der Großostasiatischen Wohlstandssphäre beteiligten Länder zu berücksichtigen, schwächte den Verbund erheblich, der nur durch die militärische Stärke Japans mit diesem verbunden war. Ba Maw vertritt die Ansicht, dass Japans Schicksal ganz anders gewesen wäre, wenn die Japaner es nur geschafft hätten, in Einigkeit mit dem aufmunternden Konzept „Asien den Asiaten“ zu agieren. Er begründet dies damit, dass, wenn Japan diesen Grundsatz am Beginn des Krieges ausgerufen und diese Idee wirklich vertreten hätte, dies zu einer völlig anderen Bewertung Japans durch seine Nachbarn geführt hätte:
„Keine militärische Niederlage hätte [Japan] dann des Vertrauens und der Dankbarkeit halb Asiens beraubt, und das hätte für [Japan] viel ausgemacht, nämlich für sie einen neuen, großartigen und ständigen Platz in einer Nachkriegswelt zu finden, in der Asien sich seiner selbst bewusst geworden wäre.“

## Verwaltung
Von November 1942 bis August 1945 bestand als zumindest nomineller Nachfolger des Kolonialministeriums das „Großostasienministerium“ (大東亜省, daitōa-shō) im japanischen Kabinett. Seine Aufgabe war die Verwaltung der Überseeterritorien, die Japan im Pazifikkrieg erlangt hatte, und der schon vorhandenen Kolonien, sowie die Koordinierung der Erschaffung und Entwicklung der Großostasiatischen Wohlstandssphäre.

## Die Großostasiatische Wohlstandssphäre unterstützende politische Parteien und Bewegungen
- Azad Hind
- Indian Independence League (Indische Nationalisten-Bewegung)
- Indonesian Nationalist Party (Indonesische Nationalisten-Bewegung)
- Khmer Issarak (Kambodschanische Nationalisten-Gruppe)
- Dobama Asiayone („Wir-Birmanen-Vereinigung“, nationalistische, anti-britische Vereinigung in Britisch-Birma)
- Zweite Philippinische Republik

## Die Großostasiatische Konferenz

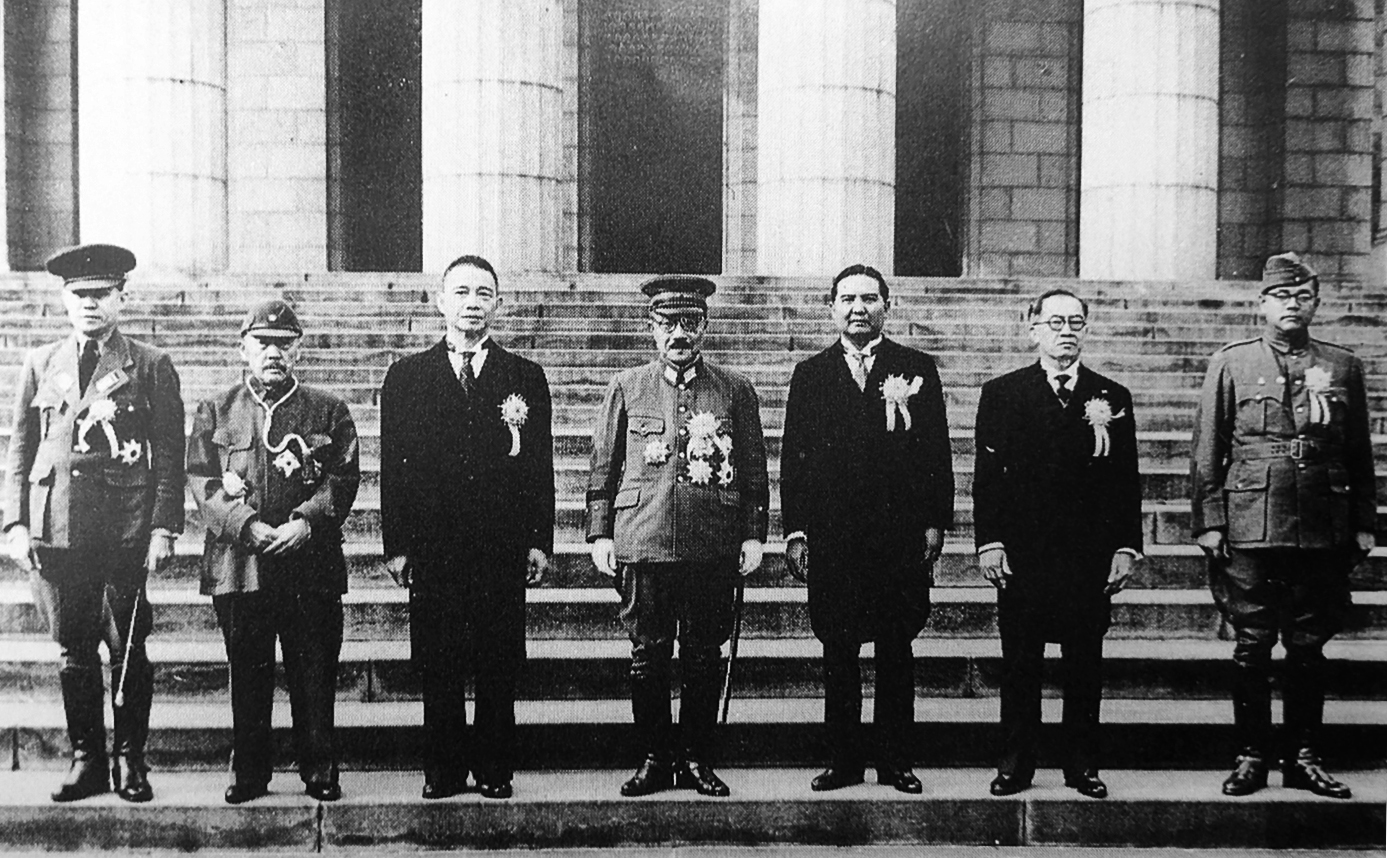
Die Großostasien-Konferenz im November 1943, Teilnehmer von links nach rechts: Ba Maw, Zhang Jinghui, Wang Jingwei, Tōjō Hideki, Wan Waithayakon, José P. Laurel, Subhash Chandra Bose

Die Großostasiatische Konferenz (大東亜会議, daitōa kaigi) wurde in Tokio vom 5. bis 6. November 1943 abgehalten, bei der Japan Gastgeber der Staatsoberhäupter verschiedener Mitglieder der teilnehmenden Länder der Großostasiatischen Wohlstandssphäre war. Diese Konferenz wurde auch als Tokio-Konferenz bekannt. Die Konferenz sprach wenige Themen mit wichtigen Inhalten an, wurde aber als Propaganda-Schaustück geplant, um die Verpflichtung des Japanischen Kaiserreichs zu den Idealen der Panasienbewegung zu zeigen und um die Rolle als „Befreier“ Asiens vom westlichen Kolonialismus hervorzuheben.
Die Konferenz wurde besucht von:
- Tōjō Hideki, japanischer Premierminister
- Zhang Jinghui, Premierminister von Mandschukuo
- Wang Jingwei, Präsident der Neugegründeten Regierung der Republik China
- Ba Maw, Staatsoberhaupt Myanmars
- Subhash Chandra Bose, Staatsoberhaupt der Provisorischen Regierung des Freien Indiens (Azad Hind)
- José P. Laurel, Präsident der Zweiten Philippinischen Republik
- Prinz Wan Waithayakon, Gesandter des Königreichs Thailand

Die Konferenz nannte in der Abschlusserklärung die wirtschaftliche und politische Zusammenarbeit gegen die Alliierten des Zweiten Weltkriegs.

## Siehe auch

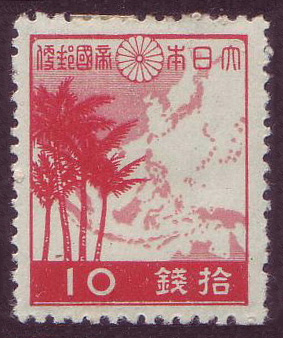
Japanische 10-Sen-Briefmarke mit einer ungefähren Karte Groß-Ostasiens, in der Mitte am oberen Rand befindet sich das Kaiserliche Siegel